# Kae Tempest
Pour les articles homonymes, voir Tempest.
Kae Tempest est une figure du spoken word et une personnalité de la poésie, de la musique, du rap et du théâtre anglophones, connue auparavant sous le nom de Kate Tempest, né le 22 décembre 1985 à Brockley (Royaume-Uni).

## Biographie

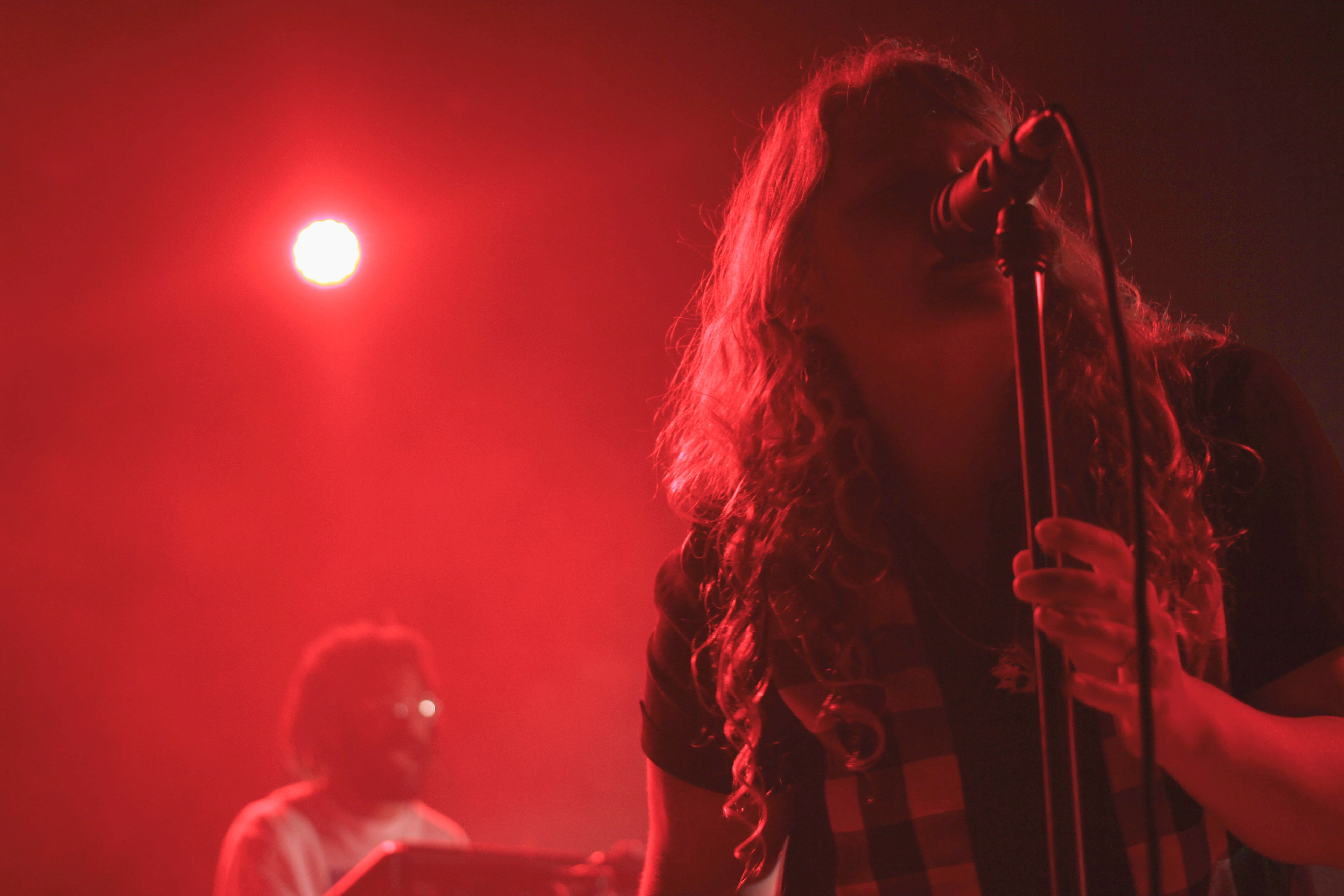
Kae Tempest en août 2015.

Kae Tempest grandit à Brockley, au sud-est de Londres, dans une famille de cinq enfants, dans « un quartier pourri de la ville, mais dans une belle maison où il y avait toujours à manger », selon ses mots,. Son père, ouvrier, devient avocat criminaliste en suivant des cours du soir.
Pendant son adolescence, son professeur d'anglais lit ses premiers poèmes et lui conseille des livres pour l'inspirer. L'influence de ce professeur l'encourage à persévérer dans son travail d'écriture.
Il a le goût des mots et dans le contexte de son travail dans un magasin de disques, participe à des joutes verbales le vendredi soir. En 2001, il intègre la scène hip-hop de Londres et se produit dans la Carnaby Street, où sa fougue et son écriture sont remarquées. Avec le guitariste Archie Marsh et le batteur Ferry Lawrenson, ils sortent en 2008 L'EP Balance suivi en 2011 de l'album du même nom,. En 2012, son premier recueil de poèmes est publié, Everything Speaks In Its Own Way.
En 2013, son recueil des textes lus sur scène Brand New Ancients (publié en français sous le titre Les Nouveaux Anciens) lui vaut de recevoir le prestigieux prix Ted Hughes (en) pour l'innovation poétique,,. Il lui vaut également en 2014 une nomination de la Poetry Book Society comme « Next Generation Poet » (Poète de la nouvelle génération) sur une liste de vingt poètes britanniques contemporains établie tous les dix ans.
En 2014, K. Tempest publie deux pièces de théâtre et l’album Everybody Down et, en 2016, l’album Let Them Eat Chaos — en clin d’œil au « Qu'ils mangent de la brioche ! », let them eat cake, attribué à tort à Marie-Antoinette) —, et son premier roman The Bricks that Built the Houses — qui paraît en français en 2018 sous le titre Écoute la ville tomber. 

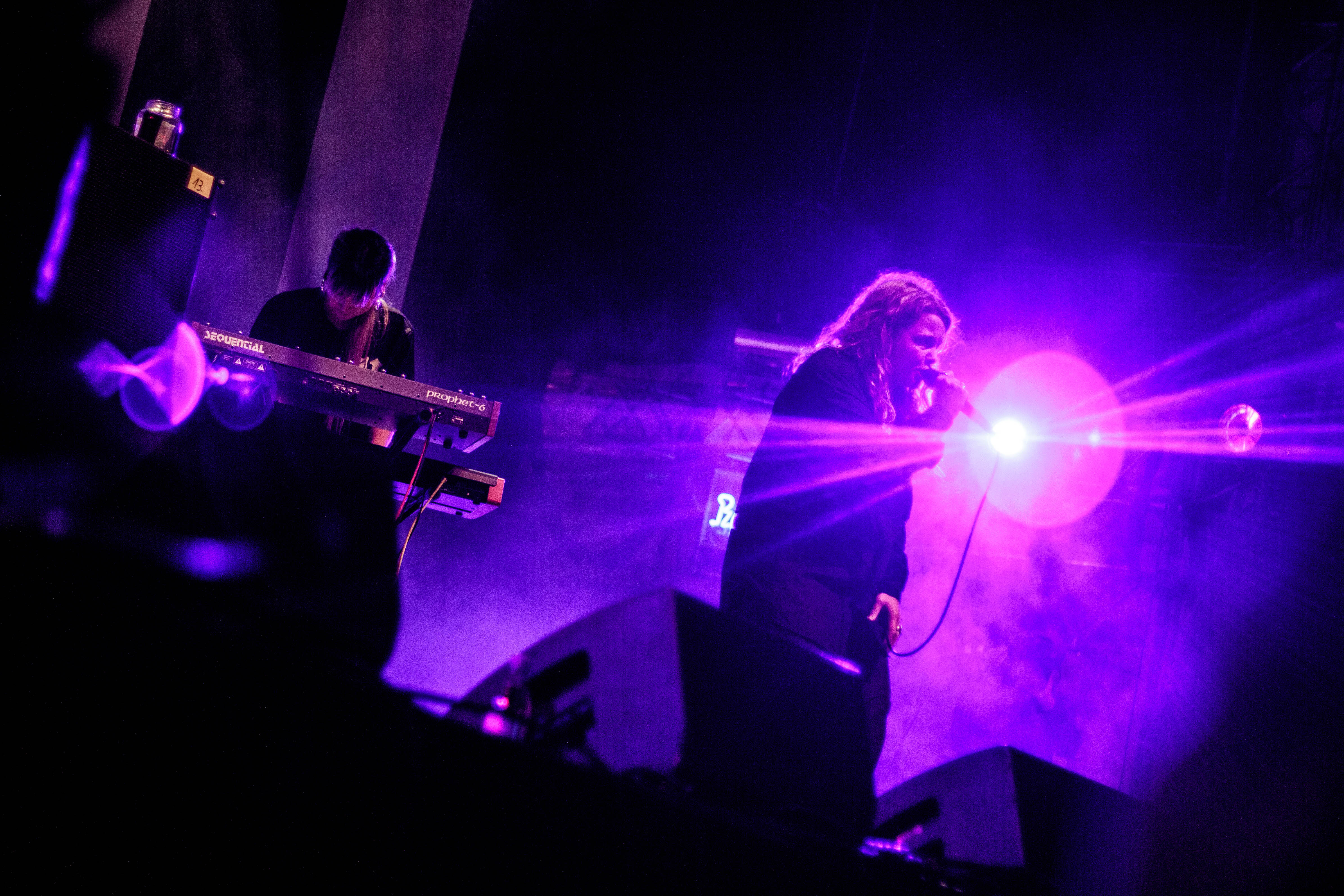
K. Tempest au Haldern Pop Festival en 2017.

En 2017, une traduction française de Brand New Ancients, par Louise Bartlett et le rappeur D' de Kabal, paraît sous le titre Les Nouveaux Anciens chez L'Arche.

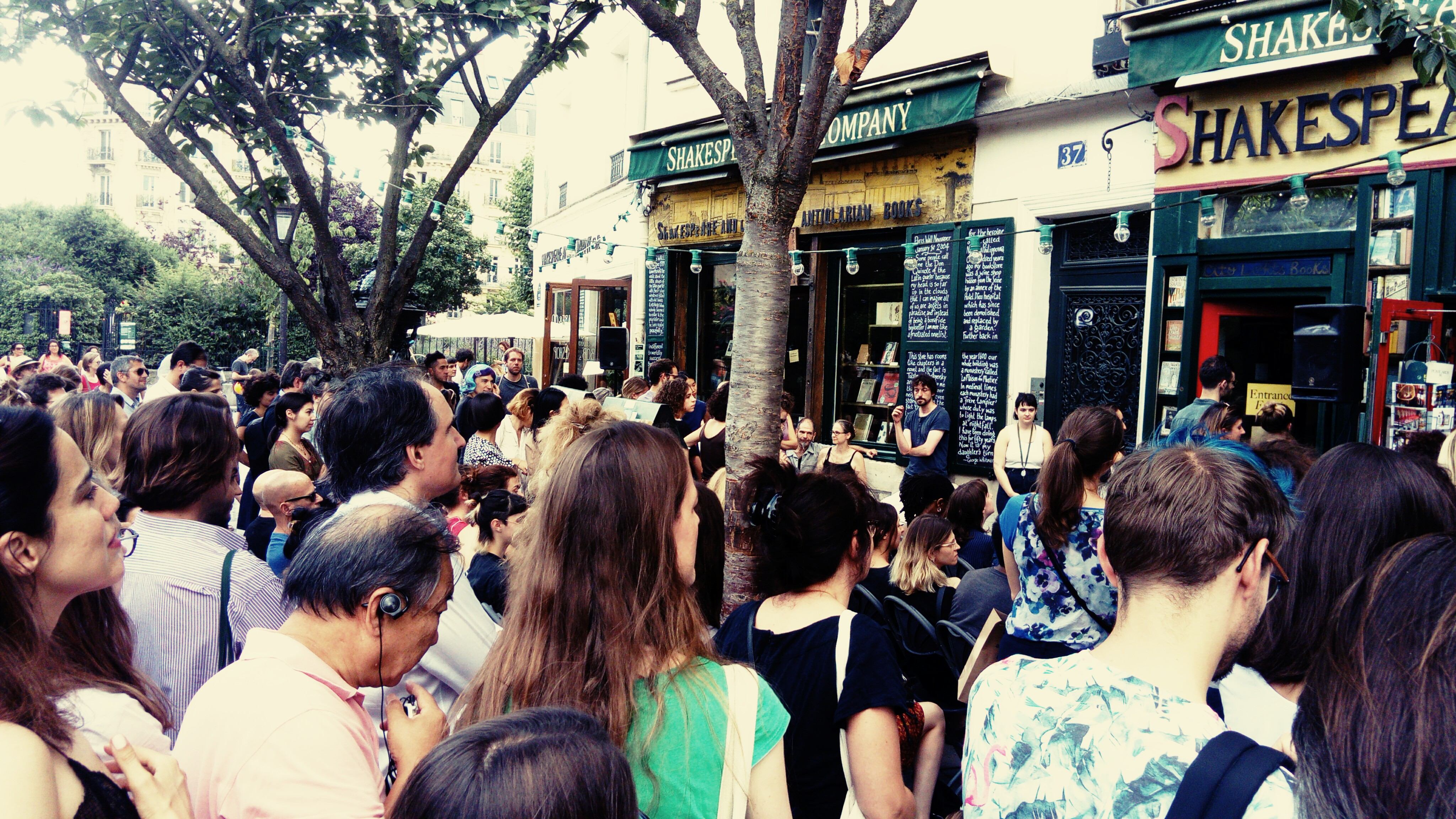
Public venu écouter K. Tempest à la librairie Shakespeare and Company, Paris, juillet 2018.

En juillet 2018, à l'invitation de la librairie indépendante parisienne Shakespeare and Company, il fait une lecture publique d'un de ses poèmes.
Son troisième album The Book of Traps and Lessons, produit par Rick Rubin, sort en 2019.
En 2020, K. Tempest fait son coming out non-binaire, et annonce son nouveau prénom, Kae (prononcé comme en anglais la lettre K), et sa préférence pour l'utilisation du pronom neutre  they,,ou masculin.
En 2021, il reçoit le Lion d'argent de la Biennale de Venise pour son œuvre poétique,,,. L'année suivante en France, l'artiste clôt la 76e édition du festival d'Avignon avec le spectacle musical tiré de son nouvel album The Line is a Curve dans la Cour d'honneur du Palais des papes,,.

## Discographie
- 2008 : Balance EP (avec Sound of Rum)
- 2011 : Balance (avec Sound of Rum)
- 2014 : Everybody Down (en),[23] nommé pour le Mercury Prize
- 2015 Bad Place for a Good Time[24]
- 2016 : Let Them Eat Chaos (en)[11], nommé pour le Mercury Prize[25]
- 2019 : The Book of Traps and Lessons[14]
- 2022 : The Line is a Curve avec Rick Rubin chez Universal[26],[27]
- 2022 : Salt Coast single avec Kevin Abstract
- 2025 : Self Titled

## Œuvres littéraires

### Poésie
- 2012 : Everything Speaks in its Own Way, Zingaro Books
- 2013 : Brand New Ancients, Picador ; en français Les Nouveaux Anciens[14], trad. Louise Bartlett et D' de Kabal, L'Arche, 2017
- 2014 : Hold Your Own, Picador ; en français Étreins-toi, trad. Louise Bartlett, L'Arche, 2021
- 2016 : Let Them Eat Chaos, Picador ; en français Qu'on leur donne le chaos, trad. Louise Bartlett et D' de Kabal, L'Arche, édition bilingue, 2022
- 2018 : Running Upon The Wires, Picador : en français Courir sur les cordes, trad. Héloïse Esquié, L'Arche, édition bilingue, 2024

### Théâtre
- 2013 : Wasted, Methuen Drama ; en français Fracassés, trad. Gabriel Dufay et Oona Spengler, L'Arche, 2018
- 2014 : Glasshouse
- 2014 : Hopelessly Devoted, Bloomsbury ; en français Inconditionnelles, trad. Dorothée Munyaneza, L'Arche, 2020
- 2021 : Paradise, Picador

### Roman
- 2016 : The Bricks that Built the Houses, Bloomsbury Circus ; en français Écoute la ville tomber, trad. Madeleine Nasalik, Éditions Rivages[28],[29],[30]

### Essai
- 2020 : On Connection, Faber and Faber, 2020 ; en français Connexion, trad. Madeleine Nasalik, Éditions de l'Olivier, 2021[8],[31]

### Livres audio
- 2014 : 
  - Brand New Ancients, lu par Kae Tempest, 79 min, Macmillan Publishers
  - Hold Your Own, lu par Kae Tempest, 91 min, Macmillan Publishers
- 2017 : The Bricks that Built the Houses, lu par Kae Tempest, 9 h 58, Audible
- 2018 : Running Upon the Wires, lu par Kae Tempest, 44 min, Macmillan Digital Audio
- 2020 : On Connection, lu par Kae Tempest, 2 h 28, Faber Audio

## Prix et distinctions

### Récompenses reçues
- 2013 : Prix Ted Hughes (en) pour l'innovation poétique[4]
- 2014 : désignée parmi les 20 « Next Generation Poets » par la Poetry Book Society
- 2021 : Lion d'argent de la Biennale de Venise pour sa poésie

### Nominations
- 2015 : nomination au Mercury Music Prize pour l'album Everybody Down
- 2016 : nomination au Costa Book of the Year, catégorie Poésie, pour le recueil Let Them Eat Chaos
- 2017 : nomination au Mercury Music Prize pour l'album Let Them Eat Chaos
- 2018 : nomination aux Brit Awards dans la catégorie Best Female Solo Performer